# Zaprešić
Zaprešić je město v Chorvatsku, 17 km severozápadně od hlavního města Záhřebu. Žije zde 19 644 obyvatel (v celé opčině 25 223 obyvatel) a patří pod záhřebskou příměstskou oblast. Jižně od něj protéká řeka Sáva, jihovýchodně se poté nachází její soutok s řekou Krapina. V blízkosti města také teče říčka Sutla.

## Historie
První písemná zmínka o obci pochází z roku 1334. V roce 1573 došlo v okolí dnešního města k selským bouřím; někteří vzbouřenci na straně Matiji Gubce byli právě původem ze Zaprešiće. Během následujících století zde, stejně jako v nedalekém chorvatském Záhoří, vznikla řada reprezentativních sídel a zámků chorvatské šlechty. V 15. a 16. století přišla do lokality dnešního Zaprešiće celá řada uprchlíků z oblastí, kudy postupovali osmanští Turci. Dodnes si zachovali své nářeční specifika (ikavština).
V roce 1857 zde žilo 791 obyvatel. Na mapách druhého vojenského mapování existuje Zaprešić již pod současným názvem. Obec tvořily víceméně pouze domy rozptýlené okolo hlavní silnice (ve směru Harmica–Záhřeb). Zámek Lužnica se objevuje pod názvem Lužanjek. Okolní řeky byly ještě neregulované, volně meandrovaly a vytvářely rozsáhlé močály, které omezovaly obec v jejím rozšiřování směry na západ nebo na východ. Nádraží se nacházelo stranou od tehdejší obce. 
V závěru 19. století se zde výrazněji zvyšovala míra gramotnosti. Roku 1910 tak už dvě třetiny obyvatel uměly číst a psát. Až do roku 1904 musely místní děti chodit do školy v obci Brdovec a poté byla postavena základní škola i zde.
V roce 1903 došlo na místním nádraží do protestů mezi místním chorvatským obyvatelstvem s Maďary. Na stanici byly umístěny nápisy v maďarském jazyce. Kritikové toto vnímali jako pokus o maďarizaci (Chorvatsko na rozdíl např. od Slovenska nebo Rumunska nebylo vystaveno tvrdé maďarizaci, až na spor o užití jazyka na železnici). Protesty se zvrhly v násilnosti, několik místních sedláků zahynulo a řada z nich byla následně četnictvem pozatýkána. 

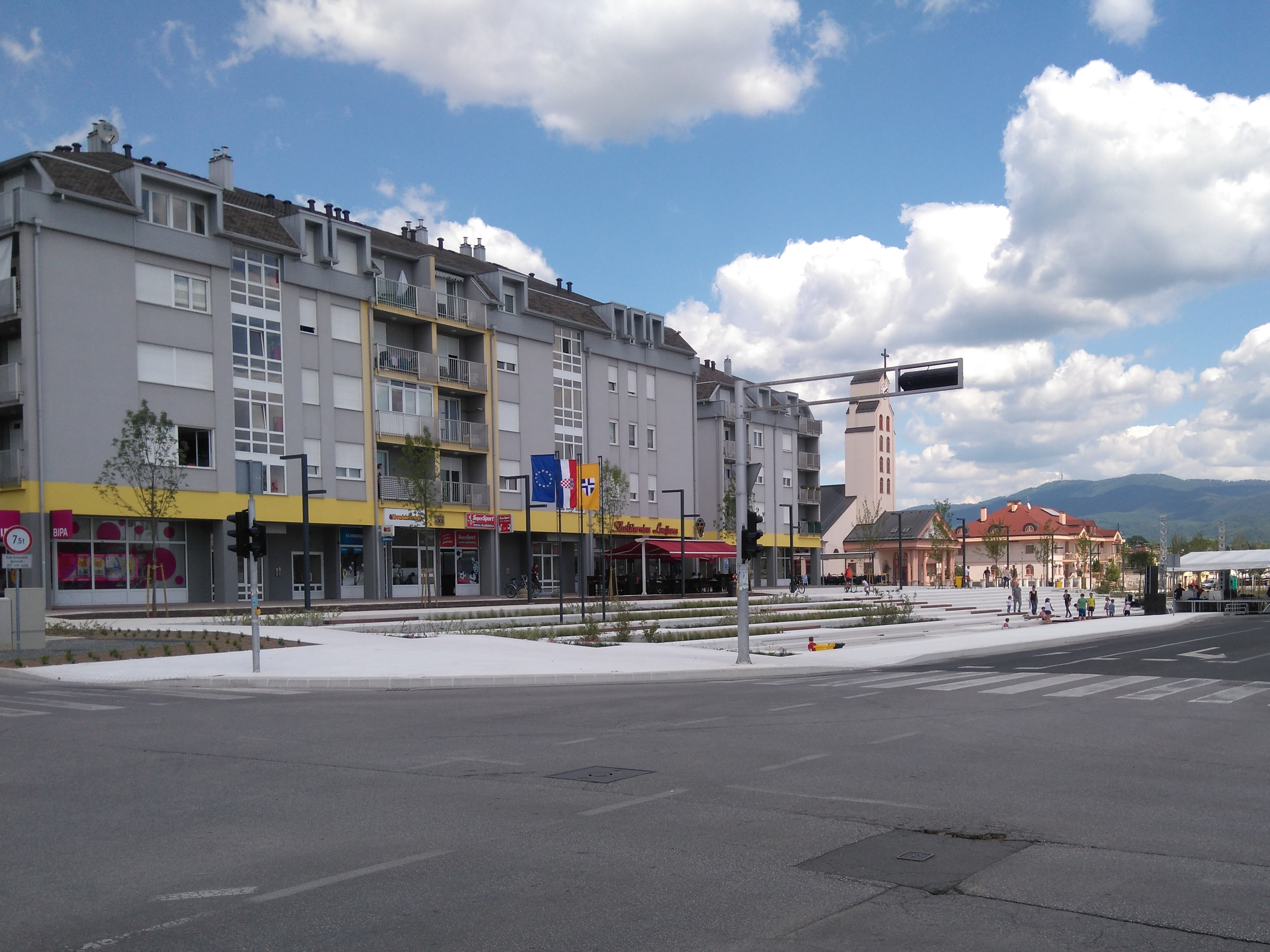
Náměstí Franja Tuđmana v centru Zaprešiće.

Během posledního rakousko-uherského sčítání lidu z roku 1910 žilo v Zaprešići 1490 obyvatel. 
Od roku 1920 sídlí v Zaprešići masný průmysl.
Původně několikatisícové město začalo rychle růst po druhé světové válce v souvislosti s rozšiřováním chorvatské metropole Záhřebu. Roku 1952 získal statut samostatné obce (chorvatsky općina). Jen mezi lety 1971 až 1991 se počet obyvatel Zaprešiće zvýšil z pěti tisíc na téměř dvacet tisíc. Střed Zaprešiće byl rozsáhleji přebudován, doplnily jej výškové budovy, panelové domy a na svoji dobu moderní obchodní centra. Po nějakou dobu byl součástí Záhřebu. Od roku 1995 má původní obec i statut města. I ve 21. století se díky suburbanizaci města Záhřebu stalo populárním a jeho počet obyvatel i nadále roste. Zaprešić je v současné době jedním z nejhustěji osídlených sídel Záhřebské župy a má vysoký podíl vysokoškolsky vzdělaných obyvatel. 

## Administrativní dělení
Samotné město je administrativně rozděleno na následujících 9 místních částí: Hruševec Kupljenski, Ivanec Bistranski, Jablanovec, Kupljenovo, Lužnica, Merenje, Pojatno, Šibice i Zaprešić.

## Ekonomika
Kromě již zmíněného masného průmyslu je zastoupen i průmysl výroby stavebních hmot (např. keramické výrobky) a dále výroby kolejnic, výhybek a dalšího. Na přelomu první a druhé dekády nebylo město významněji poznamenáno hospodářskou krizí, především díky značnému růstu obyvatel a investicím do nových provozů rostoucího sídla.
V roce 2018 měl městský rozpočet celkovou výši 198 milionů HRK.
Značná část místního obyvatelstva je zaměstnána v obchodním centru West Gate Shopping Center, které přiléhá k nedaleké dálnici.

## Pamětihodnosti
Ve městě a jeho okolí se nacházejí tyto památky a turisty navštěvovaná místa:
- Novi Dvori – ucelený komplex feudálního velkostatku, majetek bána Jelačiće s rodinnou hrobkou Jelačićů. V bývalém špýcharu je zřízeno muzeum (galerie) naivního malíře Matija Skurjeni. Jeho výstavbu inicioval rod Zrinských.
- Dvorac Lužnica – zámek z konce 18. století s parkem a jezírkem. Patřil rodu Čikulinů.
- Dvorac Januševec – klasicistní zámek s parkem
- Jezero Zajarki – umělé jezero, nacházející se mezi městem a řekou Sávou. Jezdí se sem koupat mnoho místních obyvatel.
- 'Kaple zasvěcená sv. Antonínu Paduánskému byla postavena v roce 1933.

V rámci popularizace regionu byla zřízena turistická stezka (chorvatsky Staza dvoraca, trasa zámků), která propojuje uvedené pamětihodnosti a i některé další.
Město si cení historické přítomnosti bána Josipa Jelačiće a jeho narozeniny dne 16. října si připomíná jako Den města.

## Doprava
Zaprešić vlastní železniční stanici, která umožňuje spojení na sever do Kumrovce, na jihovýchod do Záhřebu a na západ do Slovinska (od hlavního železničního tahu z Lublaně do Záhřebu zde odbočuje lokálka Savski Marof – Kumrovec. Kromě hlavního nádraží, které je umístěno jižně od města, se zde nachází také stanice Zaprešić-Savska, nacházející se blíže středu Zaprešiće.
Východně od města probíhá Dálnice A2, která směřuje ze Záhřebu do slovinského Mariboru. Do samotného Zaprešiće vede výjezd č. 6.

## Zdravotnictví
V Zaprešići se nachází také poliklinika (chorvatsky Dom zdravlja).

## Sport
První fotbalový tým v Zaprešići byl založen v roce 1926, druhý poté o tři roky později.

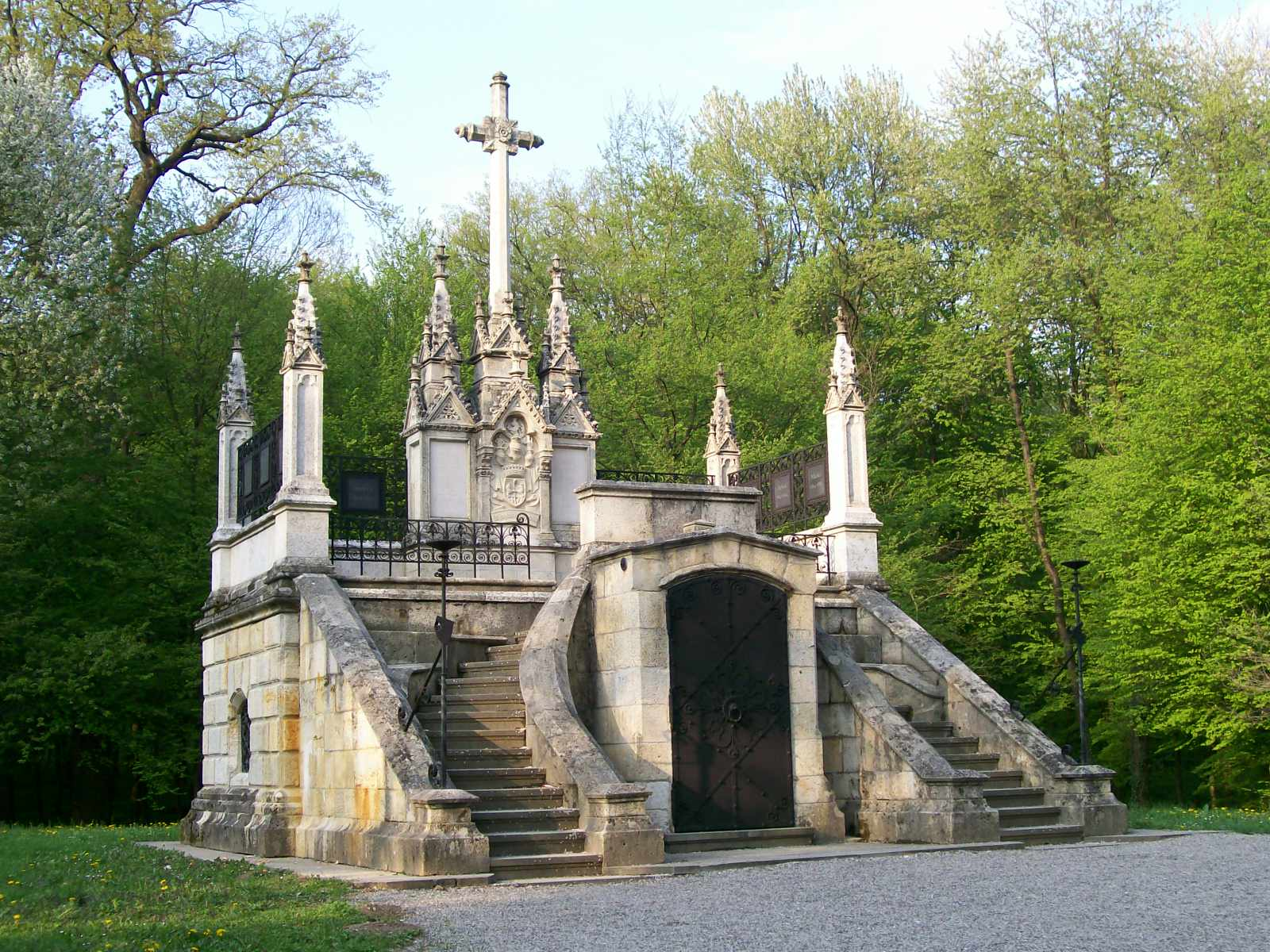
Novi Dvori – Hrobka Jelačićů
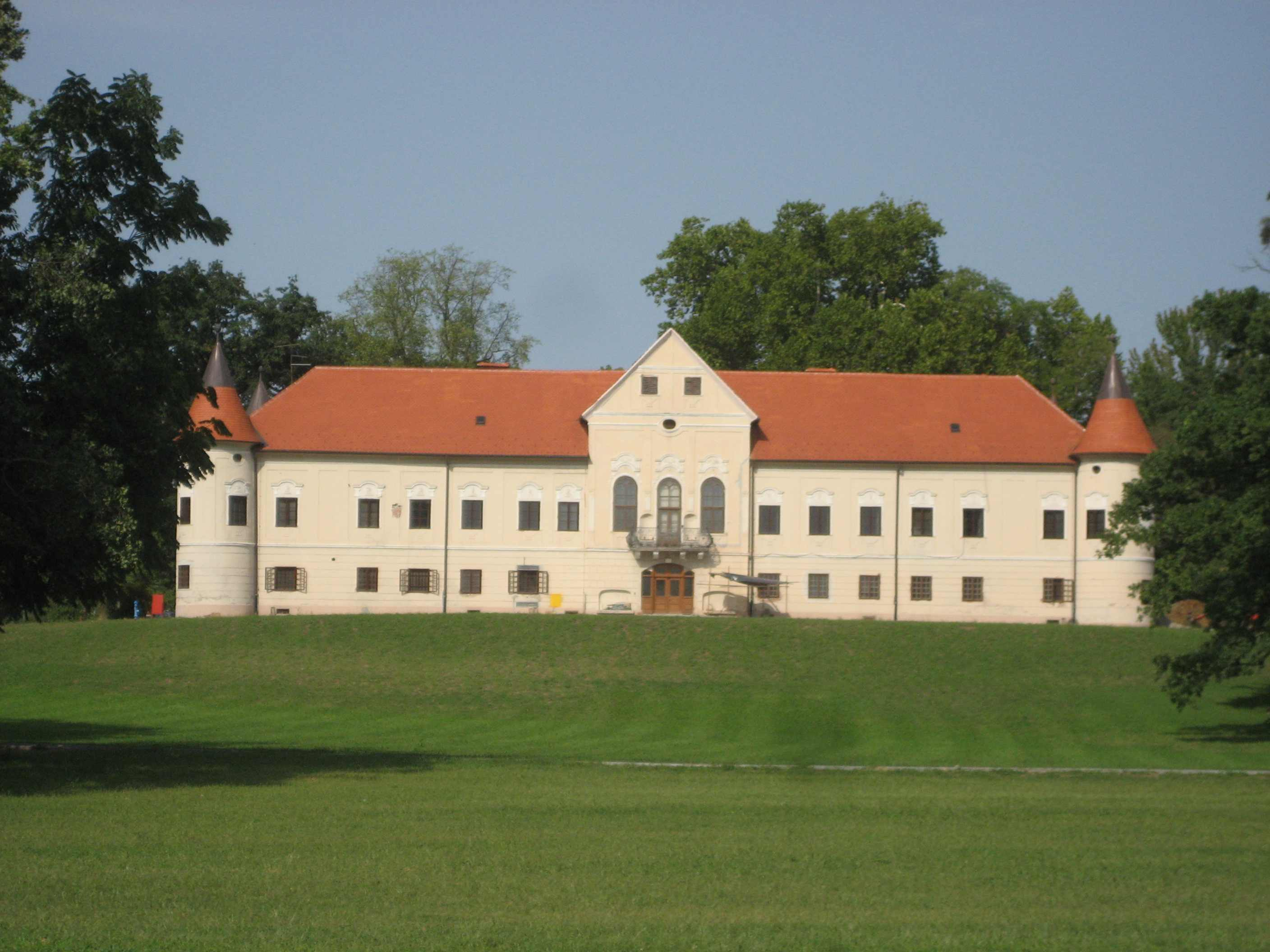
Dvorac Lužnica
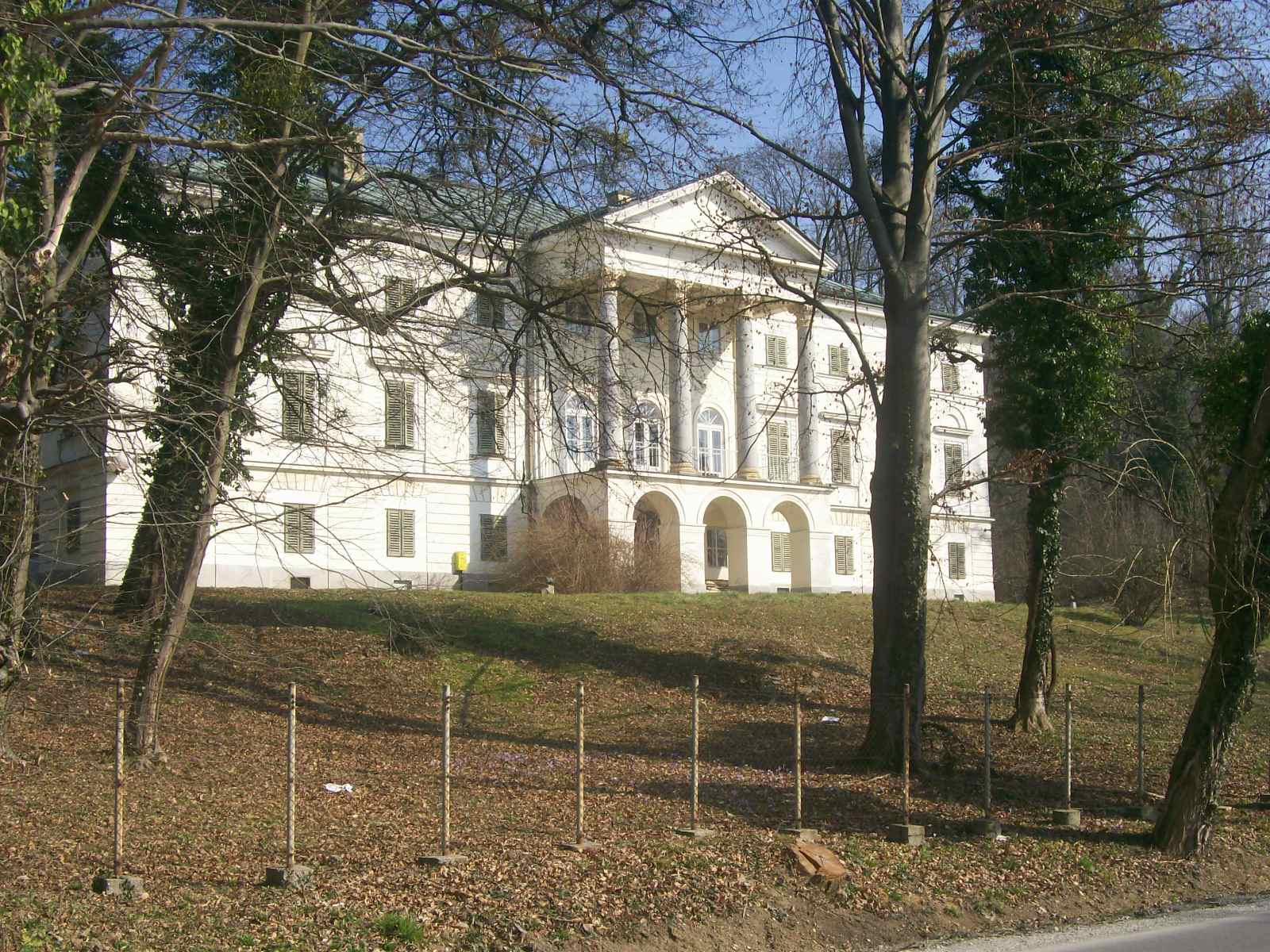
Dvorac Januševec
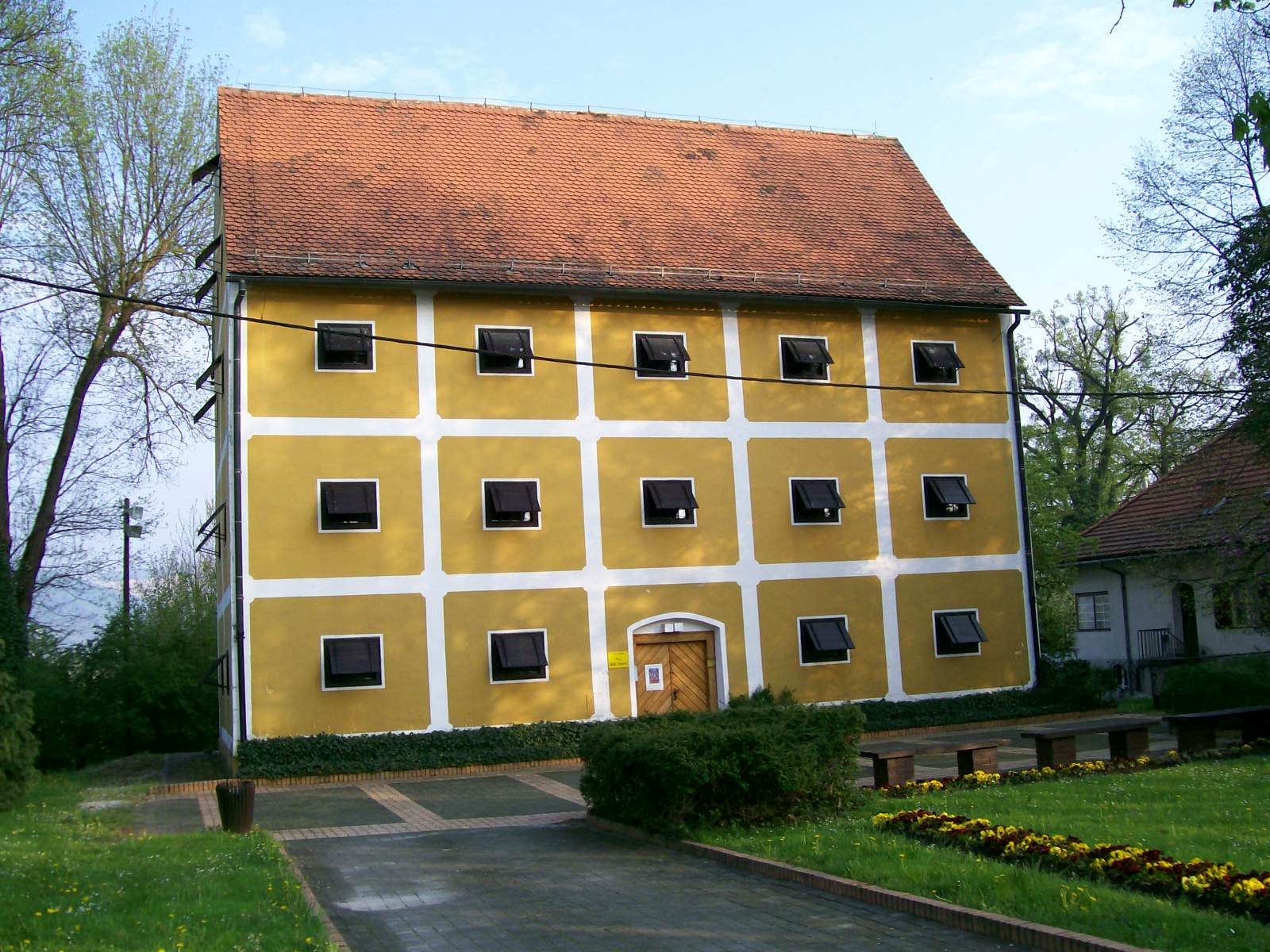
Muzeum Matija Skurjeni